# 洗冤錄
《洗冤錄》（英語：Witness to a Prosecution）是香港電視廣播有限公司拍攝製作的古裝劇集，全劇共22集，由歐陽震華、宣萱、陳妙瑛及林文龍領銜主演，監製蕭顯輝，此劇為《洗冤錄系列》第一輯。
此劇根據南宋名人宋慈所著的法醫學題材書籍《洗冤集录》為基礎，再把著作改編劇集，然後進行拍攝製作。節目收視曾高達40點，屬當地甚高收視水準。本劇于2007年4月20日在翡翠台，2009年12月及2014年7月在TVB星河頻道，2017年6月12日及2019年12月30日在TVB經典台, 2020年5月30日在TVB經典台（大馬版）重播。

## 獎項
- 萬千星輝頒獎禮 最佳男主角：歐陽震華---洗冤錄[3]
- 萬千星輝頒獎禮 本年度我最喜愛的電視角色：歐陽震華---洗冤錄

## 情節介紹
《洗冤集錄》或名《洗冤錄》著於宋代，是法醫史上的驚世巨著，本劇將其作者宋慈改編成一個生於棺材內的遺腹子。
宋慈（歐陽震華飾）因其出生自小飽受歧視，一直靠打更為生，不料因一宗土地糾紛而找上村長理論，與女流氓唐思（宣萱飾）意外地捲入謀殺村長一案，雙雙被判死刑。後得到新任知縣宋翊（林文龍飾）及對屍檢工作富於經驗的馬貴（劉江飾）相助，才沉冤得雪。宋翊聘請宋慈為仵作，在兩人合作下屢破奇案，聲名大噪。另，唐思因宋翊再造之恩，暗生情愫，但宋翊已與女捕快聶楓（陳妙瑛飾）發展感情。
突然，一名與宋翊長得一模一樣的人出現，原來知縣宋翊一直是方俊假冒。方俊為掩飾罪狀，將真宋翊殺死，及後富家女藍彩蝶（姚瑩瑩飾）任性妄為，設計宋翊（方俊）向自己提親，方俊遂拋棄聶楓而娶藍彩蝶為妻。然而，藍家早已剩下空殼，方俊有感藍彩蝶為其負累，遂設計陷害。後來，宋翊父母發現兒子是方俊假冒，更被方俊殺害。方俊雖屢屢犯案，但每次行兇均小心謹慎，並徹底毀屍滅跡。宋慈對於連串兇案毫無頭緒之際，竟意外發現真宋翊的屍首，究竟宋慈能否將方俊繩之以法？

## 演員表

### 虹縣桃園鎮衙門
| 演員     | 角色   | 關係／暱稱 |
| 林文龍   | 宋 翊  | 蝦米仔 桃園鎮知縣大人 宋誠、魯花之子 于1年前（第6集）被方俊殺害 |
| 林文龍   | 方 俊  | 假冒宋翊 藍彩蝶之夫 宋誠、魯花之假兒子 殺害宋翊、宋誠、魯花、何大叔 對宋慈初賞識後妒忌 出賣馬貴並間接將其害死 為升官向蔡公公通風報信 原與聶楓相戀，于第13集分手 于第13集被藍彩蝶要脅，向其提親 本想做個好官，但因身份被揭而越陷越深 於第22集被處死刑 |
| 歐陽震華 | 宋 慈  | 棺材仔（宋鞏之遺腹子，宋妻亡後於棺內產子）受宋村人排擠。 受新任知縣宋翊重用，在衙門當仵作，村民不再排擠。 後升為提點刑獄司 馬貴之徒弟 薛丹、查小燦之好兄弟 曾經喜歡藍彩蝶（實為被藍彩蝶整蠱） 于第11集化名榮祥（榮公公）入宮為馬貴申冤 于第7集開始暗戀唐思，並默默追求，後相戀 于第16集以為唐思入京後變心，開始與聶楓日久生情 聶楓、唐思之夫 本性善良，但口舌招尤 對自己工作極為認真，只求為死者找出真相 |
| 謝天華   | 薛 丹  | 負責幫人寫信的書生 宋慈、查小燦之好兄弟 桃園鎮衙門師爺 趙心如之情人 因常臨場緊張而屢試不第 性格溫文, 公正好義 |
| 劉家輝   | 聶人龍 | 桃園鎮衙門金牌捕頭 聶楓之父 黃貞貞之情人 武功高強，曾以一人之力單挑八十隻老虎 |
| 陳妙瑛   | 聶 楓  | 聶人龍之女 與宋翊為青梅竹馬，喜歡宋翊 前鄭州捕快，後請辭 現任桃園鎮衙門捕快 原與宋翊相戀，于第13集分手 後成宋慈之正室 唐思之好姐妹 撮合聶人龍和黄貞貞， 極富正義感，唯一一個由始至終相信宋慈無辜的人。 |
| 葉振聲   | 何 虎  | 桃園鎮衙門捕快 聶人龍之手下 |
| 黃澤鋒   | 錢 豹  | 桃園鎮衙門捕快 聶人龍之手下 |

### 宋家
| 演員   | 角色  | 關係／暱稱 |
| 許紹雄 | 宋 誠 | 魯花之夫 宋翊之父 方俊之假父親 藍彩蝶之公公 誠記米舖老闆 查小燦之僱主 現任桃園鎮村長 為人貪小便宜，常欺壓查小燦 於第21集發現方俊假冒宋翊，遭方俊焚火燒死 |
| 朱咪咪 | 魯 花 | 宋誠之妻 宋翊之母 方俊之假母親 藍彩蝶之婆婆 誠記米舖老闆娘 查小燦之僱主 為人貪小便宜，常欺壓查小燦 於第19集發現方俊假冒宋翊，遭方俊下毒身亡              |
| 林文龍 | 宋 翊 | 蝦米仔 宋誠、魯花之子 參見虹縣桃園鎮衙門 |
| 林文龍 | 方 俊 | 假冒宋翊 參見虹縣桃園鎮衙門 |

### 藍家
| 演員   | 角色   | 關係／暱稱 |
| 李龍基 | 藍 濤  | 藍彩蝶之父 夏紀香之夫 宋翊（方俊假冒）之岳父 於第18集在鄭州被捕入獄 為人貪慕虛榮，為利是圖 |
| 馬菁宜 | 夏紀香 | 藍濤之妻 藍彩蝶之母 宋翊（方俊假冒）之岳母 於第18集在鄭州被捕入獄 曾感染鼠疫，因宋慈察覺而得治 |
| 周凱珊 | 林婉君 | 藍濤之姪女 藍彩蝶之表姐 死於百變飛狐與綁架案 |
| 姚瑩瑩 | 藍彩蝶 | 藍濤、夏紀香之女 宋翊（方俊假冒）之妻 林婉君之表妹 曾被江子揚和王福綁架 自小被縱壞, 驕橫拔扈，後悔改 被宋翊（方俊假冒）誣諂殺人入獄 于第22集被宋翊（方俊假冒）獄中誤以為錯手殺死，實被聶楓救回，但最終無力回天 死時生下棺材仔 |
| 邱萬城 | 王 福  | 藍家管家 與小娟有姦情 死於百變飛狐與綁架案 |
| 伍慧珊 | 小 翠  | 藍彩蝶之婢女 |
| 周家怡 | 小 燕  | 藍夫人之婢女 後染上鼠疫去世 |
| 李燕珊 | 小 娟  | 藍家婢女 與王福有姦情 死於百變飛狐與綁架案 |

### 康王府
| 演員   | 角色   | 關係／暱稱 |
| 馮素波 | 康王妃 | 康王之妃 趙心如之母 趙遠材之七王嫂 多方阻隢唐思找回身份 使計令唐思和蕃，拆散唐思與宋慈 |
| 宣 萱  | 唐 思  | 原名：趙思如（思如郡主） 康王、唐玉兒之女 趙心如同父異母之姐 失散前為扒手，偷技高超 于第11集化名宮女（彩雲）與宋慈入宮為馬貴申冤 查小燦之义妹 為人心直口快，不加修飾 早期暗戀宋翊 7-16集與宋慈互生情愫 于第16集與宋慈定情，正名為郡主並入京 于第17集成功阻止皇上為其與蒙古四王子賜婚 于第18集歸來發現宋慈變心與聶楓相戀 後扮作對宋翊有好感，暗中為宋慈翻案 最後回歸宋慈懷抱 |
| 鄺文珣 | 趙心如 | 心如郡主 趙思如同父異母之妹（第14集登場） 康王、康王妃之女 薛丹之情人 為人善良溫柔，其努力促使唐思正名 |
|        | 忠 叔  | 白兔叔叔 康王的親信（負責照顧唐玉兒、唐思母女） 現為看守皇陵 |

### 皇宮
| 演員   | 角色   | 關係／暱稱 |
| 梁健平 | 皇帝   | 當朝皇帝 趙遠材之弟 注：片尾演员表中直接称呼该角色为皇帝，没有名字或庙号。历史上宋慈的皇帝应该是宋宁宗或宋理宗，但是本剧与历史出入很大，二人皆与剧中的皇帝不符 |
| 安德尊 | 趙遠材 | 十王爺 皇帝之兄 趙思如、趙心如之十皇叔 遊戲人間，喜歡扮鬼扮馬 多次襄助宋慈等人 幾乎每次都在宋慈快被殺時出現                                                    |
| 馮曉文 | 詠 妃  | 詠妃娘娘 趙擴之妃 與蔡全私通懷孕，被蔡全下毒身亡 |
| 甘子正 | 德 安  | |
| 李岡龍 | 岑 海  | 太監副總管 當宋慈和唐思潛入皇宮時, 受十王爺囑咐照顧二人 |
| 魯振順 | 蔡 全  | 太監總管 殺害葉慶、詠妃娘娘的幕後主使 與詠妃娘娘私通，因篡權謀私遭凌遲處死                                                                                     |
| 陳 琪  | 曼 紅  | 詠妃之宮女 後投井身亡 |
| 凌子軒 | 太 監  | |
| 陳少邦 | 太 監  | |
| 林偉雄 | 蔡手下 | |
| 黃俊紳 | 蔡手下 | |
| 黃振威 | 太 監  | |

### 案件相關

#### 破傷風案（第1-3集）
| 演員     | 角色     | 關係／暱稱                                           |
| 華忠男   | 村 長    | 桃園縣村長 因中破傷風毐發身亡（第1集）               |
| 歐陽震華 | 宋 慈    | 棺材仔 因村長死前與村長理論而受冤 參見虹縣桃園鎮衙門 |
| 宣 萱    | 唐 思    | 因村長死前在村長和宋慈附近而受冤 參見康王府          |
| 劉桂芳   | 村長夫人 | 桃園縣村長夫人 宋賢之妻                              |
| 焦 雄    | 張大人   | 前桃園鎮知縣大人 誤判宋慈、唐思                      |
| 招石文   | 師 爺    | 前桃園鎮師爺                                         |

#### 徐達邦案（第4集）
| 演員   | 角色   | 關係／暱稱 |
| 葉 暐  | 徐達邦 |            |
| 何綺敏 | 邦 妻  |            |
| 李海生 | 張忤作 | 後辭職     |

#### 百變飛狐與綁架案（第5-8集）
| 演員   | 角色   | 關係／暱稱                                                                                         |
| 鄧浩光 | 江志揚 | 百變飛狐 「杯莫停」酒莊老闆 黃貞貞之夫 殺害林婉君、王福、小娟 與王福合謀綁架藍彩蝶 於第8集中刀身亡 |
| 康 華  | 黃貞貞 | 貞娘 「杯莫停」酒莊老闆娘 江志揚之前妻 聶人龍情人                                                  |
| 周凱珊 | 林婉君 | 藍濤之姪女 藍彩蝶之表姐 被江志揚所殺                                                               |
| 姚瑩瑩 | 藍彩蝶 | 藍濤、夏紀香之女 被綁架 參見藍家                                                                   |
| 李燕珊 | 小 娟  | 藍家婢女 與王福有姦情 在交付贖款途中，被江志揚所殺                                                 |
| 邱萬城 | 王 福  | 藍家管家 與小娟有姦情 與江志揚聯手綁架藍彩蝶 被江志揚所殺                                          |
| 梁輝宗 | 樵 夫  | 差點被抓錯的樵夫                                                                                   |
| 楊 明  | 樵 夫  | |
| 彭 詣  | 樵 夫  | |

#### 漿糊殺人案（第9集）
| 演員   | 角色          | 關係／暱稱                        |
| 王偉樑 | 程 富         | 紙紮舖老闆 漿糊殺人案兇手         |
| 黃鳳琼 | 村 民/ 張大媽 | 程富妻子 非常潑辣, 令程富心生怨懟 |
| 李焯寧 | 王美霞        | 于第9集被程富所殺                 |
| 黃煒林 | 王美霞親屬    |                                   |
| 姚啟善 | 姚惠青        | 于第8集被程富所殺                 |
| 陳瑞華 | 杜玉蘭        | 于第9集被程富所殺                 |
| 劉 江  | 馬貴/葉慶     | 被誤認兇手後平反                  |

#### 鄰縣血案（第12集）
| 演員   | 角色     | 關係／暱稱             |
| 蘇恩磁 | 張大嬸   | 請求宋慈去鄰鎮幫忙調查 |
| 郭德信 | 鄰縣知縣 |                        |
| 陳狄克 | 鄰縣忤作 |                        |

#### 假太監案（第10-12集）
| 演員   | 角色        | 關係／暱稱                                                                                        |
| 魯振順 | 蔡 全       | 蔡公公 于第12集被發現毒殺詠妃                                                                     |
| 劉 江  | 馬 貴/葉 慶 | 太醫院太監 桃園鎮義莊仵作 宋慈之師傅 因知道蔡全未淨身之祕密，于第10集被其手下殺害後偽裝成上吊身亡 |

#### 真假宋翊案（第17-22集）
| 演員   | 角色  | 關係／暱稱                                                                                              |
| 林文龍 | 宋 翊 | 蝦米仔 桃園鎮知縣大人 宋誠、魯花之子 被方俊殺害                                                         |
| 林文龍 | 方 俊 | 假冒宋翊 藍彩蝶之夫 殺害宋翊、宋誠、魯花、何大叔 出賣馬貴並間接害死其 對蔡公公通風報信 於第22集被處死刑 |

### 其他演員
| 演員     | 角色              | 關係/暱稱                                                                                 |
| 羅 莽    | 查小燦            | 宋慈、薛丹之好兄弟 宋玲之夫 成記米舖夥計 趙思如(唐思)之義兄                               |
| 馬蹄露   | 宋 玲             | 查小燦之妻 趙思如（唐思）之義嫂                                                           |
| 劉 江    | 馬 貴/葉 慶       | 太醫院太監 桃園鎮義莊仵作 宋慈之師傅 因知道蔡全未淨身之祕密，被其手下殺害後偽裝成上吊身亡 |
| 麥子雲   | 李 四             | 桃園鎮村民 賭坊職員 趙思如債主                                                            |
| 劉永健   | 阿 克             | 蒙古四王子 原為趙思如的配婚對象                                                           |
|          | 法華寺主持        | 幫忙照顧馬貴屍體                                                                          |
| 楊證樺   | 學 生/家 丁       |                                                                                           |
| 譚權輝   | 學 生/考 官       |                                                                                           |
| 李啟傑   | 學 生             |                                                                                           |
| 歐陽國璋 | 學 生             |                                                                                           |
| 徐 榮    | 村 民             |                                                                                           |
| 蘇麗明   | 村 民/親 戚       |                                                                                           |
| 吳亦謙   | 村 民             |                                                                                           |
| 曾慧雲   | 村 民/村 婦       |                                                                                           |
| 曾建明   | 地 保             |                                                                                           |
| 馮挺然   | 村 民             |                                                                                           |
| 趙永洪   | 村 民/路 人       |                                                                                           |
| 嘉 駿    | 小 偷/捕 快       |                                                                                           |
| 曾健明   | 地 保             |                                                                                           |
| 譚一清   | 朱大夫            |                                                                                           |
| 陳勉良   | 生神仙            |                                                                                           |
| 張英才   | 徐大人            | 鄭州知縣大人 聶楓前上司                                                                   |
| 鄧建邦   | 綢緞莊老闆        |                                                                                           |
| 嚴文軒   | 綢緞莊伙記        |                                                                                           |
| 宋芝齡   | 小 姐             |                                                                                           |
| 蒲茗藍   | 村 民/路 人       |                                                                                           |
| 黃蘊妍   | 蘭 香             |                                                                                           |
| 游 飈    | 客棧小二          |                                                                                           |
| 張熙傑   | 翊隨從            |                                                                                           |
| 虞天偉   | 俊堂叔/玉瑜齋老闆 |                                                                                           |
| 黃文標   | 債 主             |                                                                                           |
| 孫季卿   | 打更黃伯          |                                                                                           |
| 區家瑋   | 檔 主             |                                                                                           |
| 黃天鐸   | 惡 客             |                                                                                           |
| 顏頌詩   | 女 工             |                                                                                           |
| 古明華   | 惡 霸             |                                                                                           |
| 魏惠文   | 廟 祝             |                                                                                           |
| 黃梓瑋   | 廟祝妻子          |                                                                                           |
| 劉志清   | 衙 差             |                                                                                           |
| 湯俊明   | 村 民             |                                                                                           |
| 李啟傑   | 衙 差             |                                                                                           |
| 戴少民   | 阿 成             |                                                                                           |
| 官仲銘   | 衙 差             |                                                                                           |
| 方 傑    | 藥材舖老闆        |                                                                                           |
| 梁智達   | 公 子             |                                                                                           |
| 何偉業   | 小 販             |                                                                                           |
| 傅楚卉   | 少 女             |                                                                                           |
| 賀文傑   | 公 子             |                                                                                           |
| 張智軒   | 店舖工人          |                                                                                           |
| 邵卓堯   | 潘 偉             | 蔡公公侍从 杀害马贵                                                                       |
| 王少萍   | 富 女             |                                                                                           |
| 林佩君   | 貴 婦             |                                                                                           |
| 陳秀茹   | 婢 女             |                                                                                           |
| 戴耀明   | 阿 東             | 米店員工                                                                                  |
| 徐 榮    | 苦 力             |                                                                                           |
| 許明志   | 苦 力             |                                                                                           |
| 劉深宜   | 工 頭             |                                                                                           |
| 伍燕妮   | 宮 女             |                                                                                           |
| 杜大偉   | 皇 爺             |                                                                                           |
| 馬國明   | 皇 爺             |                                                                                           |
| 胡啟光   | 皇 爺             |                                                                                           |
| 凌 漢    | 太 醫             |                                                                                           |
| 王維德   | 捕 快             |                                                                                           |
| 鍾建文   | 捕 快             |                                                                                           |
| 周 暘    | 轎 伕             |                                                                                           |
| 林遠迎   | 轎 伕             |                                                                                           |
| 黎秀英   | 老 婦             |                                                                                           |
| 何志祥   | 村 民             |                                                                                           |
| 陳鍵鋒   | 劉 華             | 仵作                                                                                      |
| 彭皓鋒   | 何大叔            | 樵夫 曾救真宋翊一命 後被假宋翊（方俊）殺害並燒屍                                          |

## 記事
- 此劇為宣萱第10次被脅持。[4]事緣在2012年，有網民發現，自1994年無綫電視劇集《餐餐有宋家》開始18年來，每逢宣萱參演的古裝劇、時裝劇甚至電影角色全被安排做人質被綁架，被脅持的武器包羅萬有，當中宣萱於1994年無綫電視劇集《餐餐有宋家》被原子筆脅持最為荒謬，但每次角色因「主角光環」而安然無恙。截至2012年無綫電視劇集《飛虎》為止，宣萱曾於21套無綫電視劇集竟被脅持了22次，當中宣萱於2011年無綫電視劇集《萬凰之王》更被脅持了兩次，加上2011年新加坡劇集《萬福樓》、1996年無綫電視電影《虎膽虹威》及1997年電影《檔案X殺人犯》，宣萱共被脅持了25次，大破影視界紀錄，堪稱「存活率最高的人質王」，甚至被戲言「有宣萱的地方就有綁架發生」。[5]

## 與歷史之異同
劇中的宋慈為仵作出身，歷史上的宋慈乃士人出身，除了宋慈外大部分人物是虛構的。
另外，劇中的時代背景為宋朝，但出現了馬貴煮食番薯糖水、詠妃吸食煙絲等設定。事實上，番薯先由西班牙人引入歐洲，並於明朝中葉，即萬曆二十一年由福建商人陳振龍從菲律賓引入。
而煙絲則於中國明朝萬曆三年（1575年），同樣由福建商人陳振龍於呂宋經商將菸草帶回福建港口月港，並於月港附近的石碼種植。萬曆九年（1581年），利瑪竇把鼻菸帶入廣東才正式普及化。

## 首播集數
以下是本劇在香港首播的集數之播映紀錄：
| 集數      | 日期                    |
| --------- | ----------------------- |
| 01-05     | 1999年12月20日-12月24日 |
| 06-10     | 1999年12月27日-12月31日 |
| 11-15     | 2000年1月3日-1月7日     |
| 16-20     | 2000年1月10日-1月14日   |
| 21(21-22) | 2000年1月15日           |

## 電視節目的變遷
| 上一套： 奪命真夫 －2007年4月19日 | 翡翠台凌晨重播劇集時段（2007） 洗冤錄 2007年4月20日－2007年5月19日 00:15－01:15 | 翡翠台凌晨重播劇集時段（2007） 洗冤錄 2007年4月20日－2007年5月19日 00:15－01:15 | 下一套： 洗冤錄II 2007年5月22日－ |